# DeSagana Diop
DeSagana N'gagne Diop (Dakar, 30 januari 1982) is een Senegalees voormalig basketballer en basketbalcoach.

## Carrière
Diop werd in 2001 in de eerste ronde als 8e gedraft door de Cleveland Cavaliers . Hij speelde vier seizoenen voor de Cavaliers maar zijn contract werd niet verlengd en hij werd een vrije speler in 2005. Hij tekende daarop bij de Dallas Mavericks waar hij twee seizoenen en een half speelde en tweemaal de play-offs haalde. Hij werd in 2008 geruild naar de New Jersey Nets samen met Maurice Ager, Devin Harris, Trenton Hassell, Keith Van Horn en twee draftpicks voor Malik Allen, Jason Kidd en Antoine Wright.
Hij keerde in de zomer al terug naar Dallas maar werd datzelfde seizoen opnieuw geruild, ditmaal naar de Charlotte Bobcats voor Matt Carroll en Ryan Hollins. Hij speelde het seizoen uit bij de Bobcats en speelde daarna nog vier seizoenen maar kreeg maar zelden speelkansen.
Hij werd na zijn carrière in 2014 Player Develepment Coach bij de Texas Legends. Een jaar later werd hij gepromoveerd tot assistent-coach. Hij ging in 2016 aan de slag als assistent-coach bij de Utah Jazz waar hij vier jaar assistent was. In 2020 ging hij als assistent aan de slag bij de Houston Rockets en was er twee jaar aan het werk. In 2022 kreeg hij zijn eerste opdracht als hoofdcoach bij de Westchester Knicks.

## Statistieken

### Regulier seizoen
| Seizoen  | Team                | WG  | WS | MPW  | 2P%  | 3P%  | FW%  | RPW | APW | SPW | BPW | PPW |
| -------- | ------------------- | --- | -- | ---- | ---- | ---- | ---- | --- | --- | --- | --- | --- |
| 2001/02  | Cleveland Cavaliers | 18  | 1  | 6,1  | 41,4 | 0,0  | 20,0 | 0,9 | 0,3 | 0,1 | 0,6 | 1,4 |
| 2002/03  | Cleveland Cavaliers | 80  | 1  | 11,8 | 35,1 | 0,0  | 36,7 | 2,7 | 0,5 | 0,4 | 1,0 | 1,5 |
| 2003/04  | Cleveland Cavaliers | 56  | 3  | 13,0 | 38,8 | 0,0  | 60,0 | 3,6 | 0,6 | 0,5 | 0,9 | 2,3 |
| 2004/05  | Cleveland Cavaliers | 39  | 0  | 7,8  | 29,0 | 0,0  | 0,0  | 1,8 | 0,4 | 0,2 | 0,7 | 1,0 |
| 2005/06  | Dallas Mavericks    | 81  | 45 | 18,6 | 48,7 | 50,0 | 54,2 | 4,6 | 0,3 | 0,5 | 1,8 | 2,3 |
| 2006/07  | Dallas Mavericks    | 81  | 9  | 18,3 | 47,0 | 0,0  | 55,8 | 5,4 | 0,4 | 0,5 | 1,4 | 2,3 |
| 2007/08  | Dallas Mavericks    | 52  | 18 | 17,2 | 58,3 | 0,0  | 60,0 | 5,2 | 0,5 | 0,4 | 1,2 | 3,0 |
| 2007/08  | New Jersey Nets     | 27  | 5  | 14,9 | 41,5 | 0,0  | 46,7 | 4,5 | 0,5 | 0,2 | 0,9 | 2,5 |
| 2008/09  | Dallas Mavericks    | 34  | 0  | 13,3 | 37,9 | 0,0  | 41,4 | 3,5 | 0,4 | 0,4 | 0,7 | 1,6 |
| 2008/09  | Charlotte Bobcats   | 41  | 1  | 14,2 | 46,0 | 0,0  | 27,0 | 3,8 | 0,5 | 0,4 | 0,8 | 2,8 |
| 2009/10  | Charlotte Bobcats   | 27  | 0  | 9,7  | 51,7 | 0,0  | 22,2 | 2,4 | 0,2 | 0,2 | 0,5 | 1,2 |
| 2010/11  | Charlotte Bobcats   | 16  | 0  | 11,3 | 33,3 | 0,0  | 36,4 | 2,5 | 0,4 | 0,3 | 0,9 | 1,3 |
| 2011/12  | Charlotte Bobcats   | 27  | 9  | 12,0 | 35,7 | 0,0  | 16,7 | 3,1 | 0,9 | 0,2 | 0,5 | 1,1 |
| 2012/13  | Charlotte Bobcats   | 22  | 1  | 10,3 | 29,6 | 0,0  | 0,0  | 2,3 | 0,6 | 0,2 | 0,7 | 0,7 |
| Carrière | Carrière            | 601 | 93 | 14,0 | 42,7 | 16,7 | 46,7 | 3,7 | 0,4 | 0,4 | 1,0 | 2,0 |

### Play-offs
| Seizoen  | Team             | WG | WS | MPW  | 2P%  | 3P% | FW%  | RPW | APW | SPW | BPW | PPW |
| -------- | ---------------- | -- | -- | ---- | ---- | --- | ---- | --- | --- | --- | --- | --- |
| 2005/06  | Dallas Mavericks | 22 | 18 | 18,5 | 61,5 | 0,0 | 61,1 | 5,0 | 0,1 | 0,6 | 1,3 | 2,7 |
| 2006/07  | Dallas Mavericks | 6  | 3  | 23,3 | 60,0 | 0,0 | 42,9 | 6,8 | 0,3 | 0,5 | 1,7 | 3,5 |
| Carrière | Carrière         | 28 | 21 | 19,5 | 61,1 | 0,0 | 56,0 | 5,4 | 0,1 | 0,6 | 1,4 | 2,9 |